# Jaroslav Volf (lední hokejista)
Jaroslav Volf (8. srpna 1933 – 13. prosince 1990) byl český hokejista, útočník, reprezentant Československa.

## Sportovní kariéra
Začínal jako házenkář. Hokej začal hrát za SK Dubí (1941–51). Dále hrál v Baníku Švermov (1951–53), za Tankistu Praha (1953–55), Baník/Poldi Kladno (1955–65) a VTŽ Chomutov (1966/67). V lize odehrál 13 sezón, kolem 300 utkání a vstřelil 197 gólů. Stal se nejlepším ligovým střelcem 1963 (28 branek). Mistr ČSR 1959. Reprezentoval 29× a vstřelil 13 gólů. Účastník tří mistrovství světa (1958–60) a Zimních olympijských her 1960. Na mistrovství světa roku 1959 získal bronzovou medaili. Trénoval Stadion Liberec (1968/69), Poldi Kladno (1969–73 dorost, 1973–77 a 1984/85 A mužstvo), TJ Gottwaldov (1979–81), Spartu Praha (1981–84). S Kladnem získal jako trenér tři tituly mistra Československa (1975, 1976, 1977). V roce 2014 byl uveden do Síně slávy kladenského hokeje. Jeho syn Milan Volf byl také hokejistou a později starostou Kladna.